# Al-Sharif al-Radi
Œuvres principales
Nahj al-Balagha
Abul-Hasan Muhammad ibn Al-Husayn Al-Musawi connu sous le nom de Al-Sharif al-Radi (arabe : الشريف الرضي) est un savant chiite et un poète, né en 909 après J.C à Bagdad et mort en 940 après J.C dans sa ville natale. Il est le compilateur du Nahj al-Balagha et a recueilli ce livre 400 ans après la mort de Ali ibn Abi Talib.

## Maitres
- Cheikh Al-Moufid
- Abu 'Ali al-Hasan ibn Ahmad al-Farsi
- Abu Ishaq Ibrahim ibn Ahmad al-Tabari (à ne pas confondre avec Abū Jaʿfar Muhammad Ibn Jarīr al-Tabarī)
- Abu Sa'id al-Hasan ibn 'Abd Allah ibn Marzban al-Sirafi
- Muhammad ibn al-Abbas al-Khwarizmi